# Olten-Gösgen
Olten-Gösgen är ett amt (Amtei) i kantonen Solothurn i Schweiz. Amtet består av distrikten Olten och Gösgen med 72 400 invånare.
Amtets domstol och förvaltningsmyndigheter är lokaliserade till Olten.
Amtet fungerar som valkrets till Solothurns kantonsparlament (Kantonsrat) med 29 mandat, fördelade enligt nedan vid valet 2017:
- Schweiz kristdemokratiska folkparti: 6
- FDP. Liberalerna: 7
- Schweiziska folkpartiet: 6
- Socialdemokraterna: 6
- Schweiz gröna parti: 2
- Schweiz evangeliska folkparti: 1
- Grönliberala partiet: 1

## Niederamt
Den del av distriktet som ligger öster om Olten, alltså Aaredalen mellan Olten och Aarau med kommunen Kienberg kallas ofta för Niederamt.

## Kommuner
Olten-Gösgen består av 25 kommuner. 15 av dessa ligger i Olten och 10 i Gösgen.

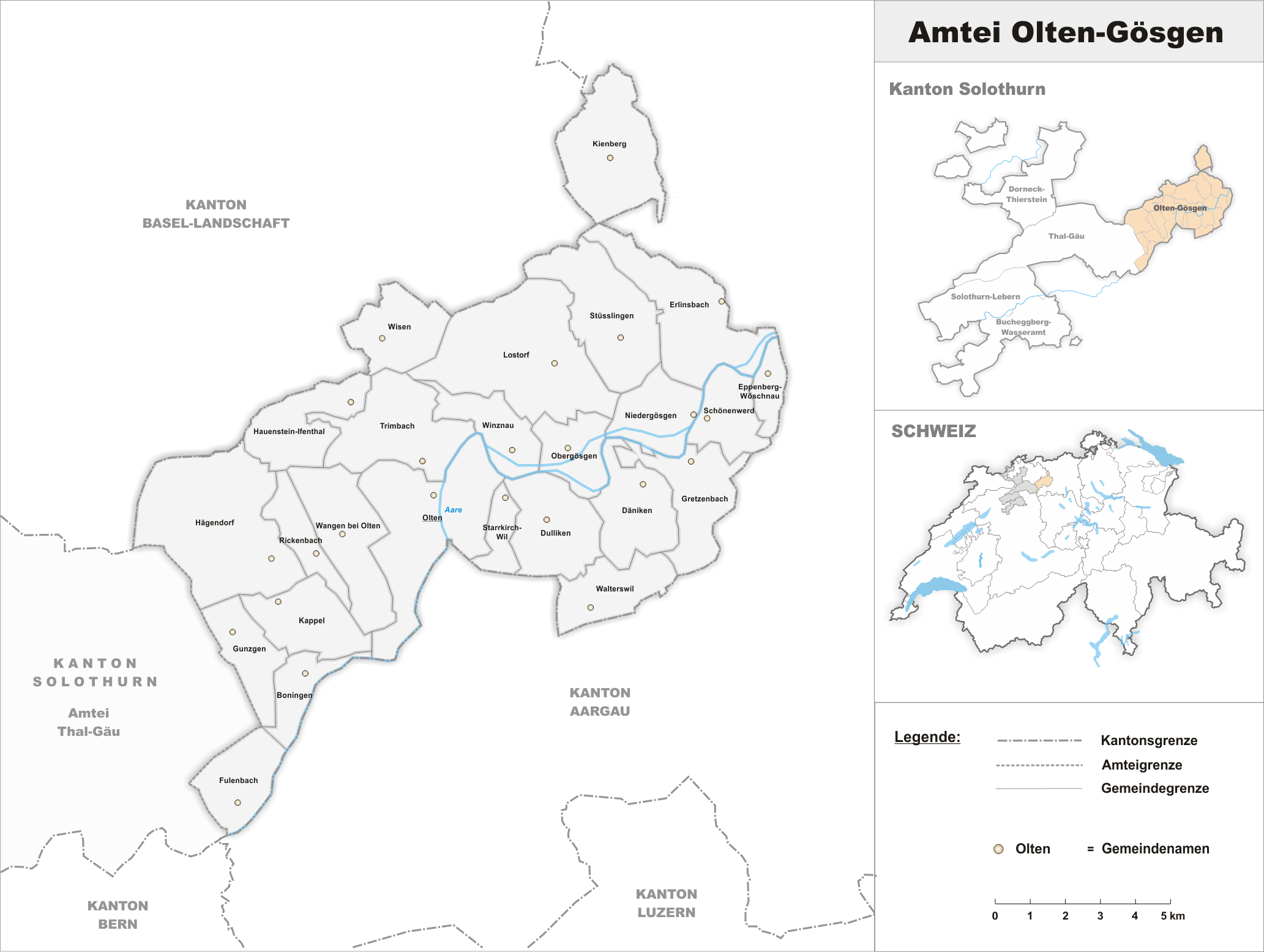
Kommunindelning i Olten-Gösgen.